# Radioservis
Radioservis je vydavatelství Českého rozhlasu se sídlem v Praze. Bylo založeno v roce 1995 a jeho právní formou je akciová společnost, kde jediným akcionářem je Český rozhlas. Od 15. května 2014 provozuje internetový obchod radioteka.cz, kde většina nahrávek je z archivu Českého rozhlasu.
Radioservis je vnitřně rozdělen na střediska podle předmětu činnosti:
- vydavatelství Týdeníku Rozhlas
- hudební vydavatelství
- knižní vydavatelství
- hudební festival
- prodejna
- e-shop